# Arvid Persson Roman
Arvid Persson Roman, född 1587 i Nya Lödöse, död 25 september 1655 i Kristinehamn, var en svensk landsbokhållare.

## Biografi
Arvid Roman var son till borgmästaren Per Arvidsson och Brita Haraldsdotter i Nya Lödöse. 1631 blev han utnämnd till landsbokhållare för Närke, Värmland, Nora bergslag och Dal, med konfirmationsfullmakt 17 maj 1642. Han avled 1655 och begravdes i Kristinehamns gamla kyrka.
Roman spelade tillsammans med brodern Olof Persson Roman och tullinspektören Peter Flygge en betydande roll vid grundandet av Kristinehamn 1642. Han skänkte också till staden bl.a. en rådstuga, en mässhake och bidrog till kyrkobygget.
Roman ägde i hög grad regeringens förtroende. Ett bevis på detta är alla de förläningar han mottog. Han blev med tiden en stor jordägare och ägde flera gårdar i Värmland bl.a. Ulfsjö, Uddby och Kummelön i Ölme.
Roman är stamfader för adliga ätten Stierncrantz som med sonen kamreraren i Ingermanland och Kexholms län Per Roman (1630–1682) adlades 1674. Denna ätt fortlever endast i Finland.

### Familj
Roman gifte sig första gången 1619 med Anna Jönsdotter Gyllenhand (1604–1633), dotter till befallningsmannen Jöns Persson vid Ymsjöholm i Bäcks socken. De fick tillsammans sonen generalguvernementskamreren Per Stierncrantz (1630–1682) i Ingermanland.
Roman gifte sig andra gången 1635 med Benedikta Röding (1611–1636), dotter till superintendenten Jonas Oriensulanus och Margareta Börjesdotter.
Roman gifte sig tredje gången 1639 med Maria Danckwardt (1612–1682), dotter till faktorn Mikael Danckwardt och Kerstin Jakobsdotter. Efter Romans död gifte Maria Danckwardt om sig med kyrkoherden Lars Emzelius i Visnums församling.